# 阿萨斯
阿萨斯（法語：Assas，法語發音：[asas] ⓘ）是法国埃罗省的一个市镇，属于蒙彼利埃区。

## 地理
阿萨斯（43°42'7"N, 3°53'57"E）面积19.11 平方千米，位于法国奧克西塔尼大區埃罗省，该省份为法国南部沿海省份，南濒地中海，西南接奥德省，西北接塔恩省和阿韦龙省，东北与加尔省接壤。
与阿萨斯接壤的市镇（或旧市镇、城区）包括：克拉皮耶、居扎尔格、普拉德勒莱兹、圣马蒂厄-德特雷维耶、圣樊尚德巴贝拉格、泰朗、勒特里亚杜。

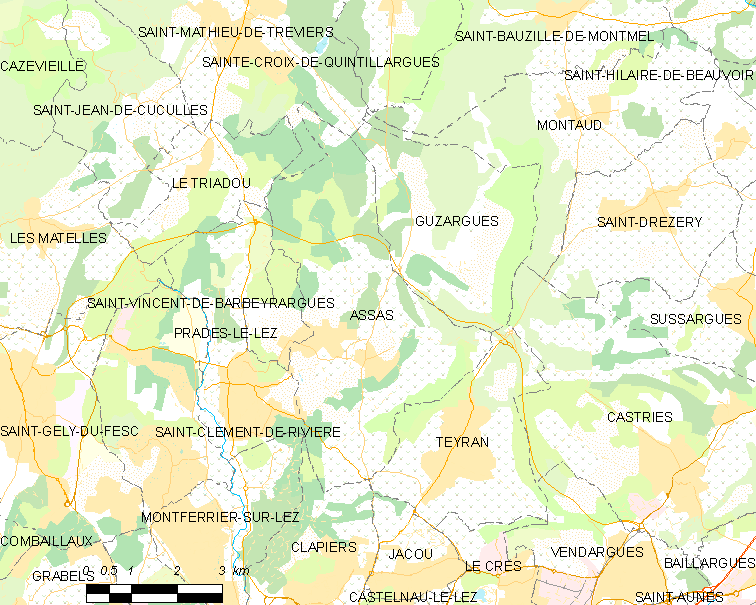
阿萨斯的OSM定位图

阿萨斯的时区为UTC+01:00、UTC+02:00（夏令时）。

## 行政
阿萨斯的邮政编码为34820，INSEE市镇编码为34014。

## 政治
阿萨斯所属的省级选区为圣热利迪费斯克县。

## 人口

1962-2008年间阿萨斯人口变化图示

阿萨斯于2022年1月1日时的人口数量为1430人。